# قائد ملازم

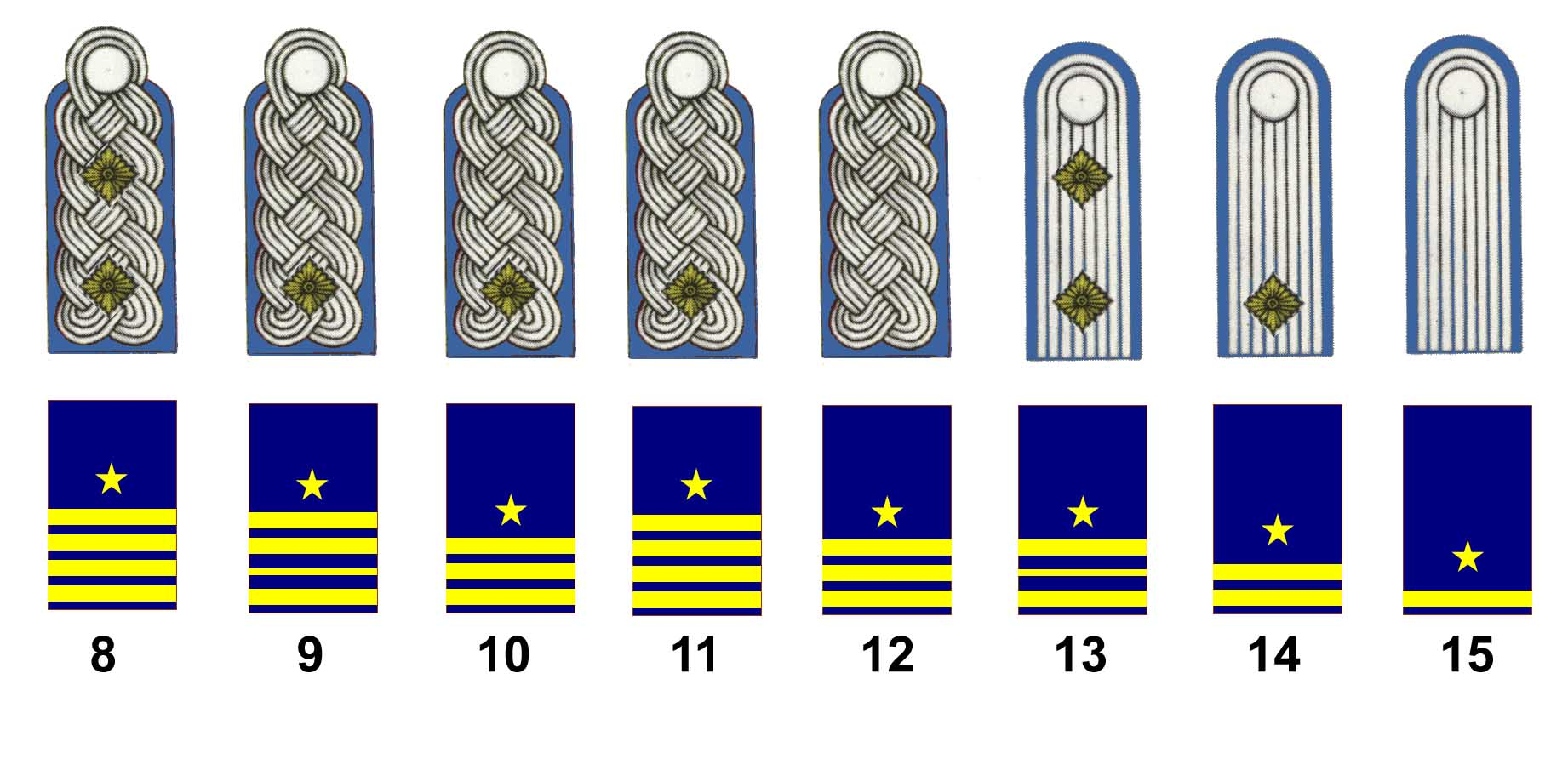

القائد الملازم رتبة عسكرية للضباط في القوات البحرية وهي مكافئة لرتبة رائد في القوات البرية، يقوم دوره على تولي جزء محدد من السفينة الحربية وتوجيهها, وهي في التصنيف البحري أعلى من رتبة ملازم وأدنى من رتبة قائد.